# .mp
.mp è il dominio di primo livello nazionale assegnato alle Isole Marianne Settentrionali.
Il dominio mailchi.mp è usato dal servizio Mailchimp.